# Bernard Bosanquet
Pour les articles homonymes, voir Bosanquet.
Bernard Bosanquet est un philosophe anglais né le 14 juin 1848 à Rock Hall (près de Alnwick) et mort le 8 février 1923 à Londres.

## Biographie
Bernard Bosanquet naît le 14 juin 1848 à Rock Hall en Angleterre.
Il fait des études en philosophie à Oxford de 1867 à 1870. Il est influencé  par la philosophie allemande de l'idéalisme, principalement par Edward Caird et T.H Green. Bernard Bosanquet a enseigné l'histoire de la logique et la philosophie morale au collège universitaire d'Oxford jusqu'en 1881. À la suite du décès de son père en 1880, il reçoit un héritage et décide de déménager à Londres en 1881.
À Londres, il milite activement pour l'enseignement des adultes et dans des organisations telles qu'Ethical Society et Charity Organisation Society. En 1895, il se marie avec Helen Dendy, une militante progressiste.

## Contribution philosophique
Bosanquet a contribué aux principaux domaines de la philosophie : logique, épistémologie, métaphysique, philosophie de la religion, esthétique, et philosophie morale et politique. Son œuvre est en grande partie dirigée contre l'empirisme et l'utilitarisme et de la philosophie britannique classique. Il contribue pour cela à l'élaboration de l'idéalisme britannique en s'appuyant principalement sur l'œuvre de Hegel.
En logique et épistémologie, il publie En 1883 Logic as the Science of Knowledge, son premier ouvrage philosophique, où il élabore une théorie de l'inférence et de l'induction d'inspiration hégélienne. Il considère que la logique formelle ne capture qu'une partie limitée de ce qu'est l'inférence. Pour Bosanquet, l'inférence scientifique n'est ni déductive (partant de principes généraux pour déduire des applications particulières) ni inductive (partant de cas particuliers pour induire des principes), elle est systémique, c'est-à-dire qu'elle est réalisée à partir de la totalité du système des connaissances. Ce système ne peut être formalisé comme un ensemble de propositions ayant des relations déductives bien déterminées entre elles. Bosanquet soutient également une théorie cohérentiste de la vérité, c'est-à-dire que la vérité d'une proposition est sa cohérence avec le système des connaissances dans son ensemble plutôt qu'une adéquation avec un fait particulier.
En métaphysique, sa première publication est Is Mind Synonymous with Consciousness? dédié à la nature de l'esprit. Il s'y oppose à la psychologie associationniste des empiristes britanniques tel que Hume. Ultérieurement, il développe dans The Principle of Individuality and Value, l'idéalisme absolu, thèse d'après laquelle la totalité des choses (the whole) est la seule véritable individualité, ce qu'il appelle « l'Absolu ». Les choses particulières ne sont que des parties de l'Absolu dépendantes les unes des autres. Il y a ainsi une complémentarité de la métaphysique et de l'épistémologie de Bosanquet, dans les deux domaines, il soutient que la totalité prime sur ses parties. Une chose n'existe et ne peut être connue qu'en relation avec les autres choses et non isolément.
En matière de philosophie de la religion, Bosanquet a soutenu une analyse rationnelle des croyances religieuses ce qui lui a valu la critique des autorités de l'Église. Il considère cependant que la « conscience religieuse » est une condition nécessaire de la moralité et ne peut être ainsi tenu pour un auteur athée ou agnostique.
Il est le premier à avoir rédigé en anglais un ouvrage sur l'histoire de l'esthétique, A History of Aesthetic, paru en 1892, ouvrage qui a été la seule étude exhaustive sur le sujet pendant près d'un demi-siècle.
La philosophie morale et politique de Bosanquet est principalement écrite en réaction à l'utilitarisme de Bentham et Mill. Bosanquet s'inspire pour cela de la philosophie grecque (Platon et Aristote) et de la philosophie allemande (Kant et Hegel). Son principal ouvrage dans ce domaine est The Philosophical Theory of the State, paru en 1899 et qu'il rééditera plusieurs fois. Il y reprend la thèse exposée par Rousseau dans le Contrat social selon laquelle l’État est en droit de contraindre une personne à faire une action pour son propre bien. De manière générale, pour Bosanquet, la conduite morale consiste à accomplir les devoirs qui nous sont prescrits par l’État en tant qu'il représente la volonté générale. Cela conduit certains philosophes[Qui ?] à juger que ses thèses philosophiques sont anti-démocratiques et conduisent à une dévaluation de l'individu.

## Œuvre
- Logic as the Science of Knowledge, 1883.
- Knowledge and Reality, A Criticism of Mr. F. H. Bradley's ‘Principles of Logic’. Londres, Kegan Paul, Trench, 1885.
- Logic, or the Morphology of Knowledge. Oxford: Clarendon Press, 1888. 2e éd., 1911.
- Essays and Addresses. Londres, Swan Sonnenschein, 1889.
- A History of Aesthetic, London: Swan Sonnenschein, 1892. 2e éd., 1904.
- The Civilization of Christendom and Other Studies. Londres, Swan Sonnenschein, 1893.
- The Essentials of Logic: Being Ten Lectures on Judgement and Inference. Londres et New York: Macmillan, 1895.
- Aspects of the Social Problem, Londres, 1895.
- A Companion to Plato's Republic for English Readers: Being a Commentary adapted to Davies and Vaughan's Translation. New York/Londres, 1895.
- The Philosophical Theory of the State, Londres, 1899; 4 éd., 1923.
- Psychology of the Moral Self, Londres et New York: Macmillan, 1897.
- The Principle of Individuality and Value. The Gifford Lectures for 1911 delivered in Edinburgh University. Londres, Macmillan, 1912.
- The Value and Destiny of the Individual. The Gifford Lectures for 1912 delivered in Edinburgh University. Londres, Macmillan, 1913.
- The Distinction Between Mind and its Objects, The Adamson Lecture for 1913 with an Appendix. Manchester: University Press, 1913
- Three Lectures on Aesthetic, Londres, Macmillan, 1915.
- Social and International Ideals: Being Studies in Patriotism, Londres, Macmillan, 1917.
- Some Suggestions in Ethics, Londres, Macmillan, 1918; 2e éd. 1919.
- Implication and Linear Inference, Londres, Macmillan, 1920.
- What Religion Is, Londres, Macmillan, 1920.
- The Meeting of Extremes in Contemporary Philosophy. Londres, Macmillan, 1921.
- Three Chapters on the Nature of Mind, Londres, Macmillan, 1923.
- Science and Philosophy and Other Essays by the Late Bernard Bosanquet, (éd. J.H. Muirhead and R.C. Bosanquet), Londres, Allen and Unwin, 1927.